# Utricularia polygaloides
Utricularia polygaloides är en tätörtsväxtart som beskrevs av Michael Pakenham Edgeworth. Utricularia polygaloides ingår i släktet bläddror, och familjen tätörtsväxter. Inga underarter finns listade i Catalogue of Life.